# Auranella
Auranella (en italien : Uranella) est une série italienne de bande dessinée de science-fiction érotique écrite par Pier Carpi et Michele Gazzari et dessinée par Floriano Bozzi.
Les éditions Bianconi (it) en publient 20 fascicules petit format d'août 1966 à mai 1968. En France, la S.E.P.F.I. les traduits quasi simultanément, publiant six numéros supplémentaires jusqu'en décembre 1968.